# Керована демократія
Імітаці́йна демокра́тія, керо́вана демокра́тія, маніпульо́вана демокра́тія, декорати́вна демокра́тія, квазідемокра́тія, псевдодемокра́тія (англ. Guided democracy, managed democracy) — форма влаштування політичної системи держави, при якій, незважаючи на формально демократичне законодавство і формальне дотримання всіх виборних процедур, фактична участь громадянського суспільства в управлінні державою і вплив суспільства на владу (зворотний зв'язок) мало або мінімально. Імітаційна демократія, як правило, має політичну систему з домінуючою партією. При такій «демократії» може з'явитися прихована диктатура. Також така демократія може бути в маріонетковій державі. Керованою демократією називали[хто?] офіційну концепцію правління індонезійського президента Сукарно .
При наявності зовнішніх ознак демократії, існують приховані від громадськості механізми впливу на політичний процес. Реальне управління та прийняття рішень відбуваються незалежно від демократичних інститутів. За керованої демократії постійне використання державою методів пропаганди не дозволяє виборцям мати значний вплив на політику.

## Тоталітарна демократія
Термін керована демократія близький до терміна тоталітарна демократія, однак їх не слід плутати. Термін тоталітарна демократія став відомий завдяки ізраїльському історику Якобу Талмону. До нього дане поняття використовувалося Бертраном де Жувенель і Едуардом Карром.
У книзі Якоба Талмонових 1952 року «Витоки тоталітарної демократії» (The Origins of Totalitarian Democracy) обговорюється трансформація держави, в якому традиційні цінності і догмати віри формують таку роль уряду, за якої суспільна корисність має провідний пріоритет. Його робота — це критика ідей Жана-Жака Руссо, французького філософа, чиї ідеї вплинули на французьку революцію. У своєму творі «Про суспільний договір» Руссо стверджує, що інтереси особистості і держави однакові, і обов'язком держави є реалізація «загальної волі».
Політичний неологізм «месіанська демократія» також зустрічається у введенні до його роботи: Насправді з точки зору середини XX століття, історія останніх 150 років виглядає систематичною підготовкою до стрімкого зіткнення емпіричної і ліберальної демократії з одного боку, і тоталітарної і месіанської з іншого, в цьому сьогодні складається світова криза  [Архівовано 18 Травня 2012 у Wayback Machine.] .
У схожому стилі Герберт Маркузе (Herbert Marcuse) в своїй книзі 1964 року " Одновимірна людина " (One-Dimensional Man) описав суспільство, в якому, за його словами: "… свобода може стати потужним інструментом домінування. … Вільні вибори господарів не скасовують цих господарів або рабів …

## Відмінності в філософії демократії
Філософія імітаційної або тоталітарної демократії, згідно з Я. Талмонових, заснована на ієрархічно організованому побудові суспільства, в якому існує абсолютна і вища політична істина, якої дотримуються всі люди. Вважається, що не тільки індивід сам по собі не в силах досягти цієї істини, але і його обов'язком і відповідальністю є допомогти своїм співвітчизникам усвідомити це. Більш того, будь-яка громадська та приватна діяльність, яка не ставить собі за мету досягнення істини, є марною, безглуздою тратою часу і енергії і повинна бути усунена. Тому, економічні та соціальні прагнення, які зміцнюють колектив, вважаються цінними, а освіту і релігія, які зміцнюють особистість, виглядають контрпродуктивними. «Ви не можете бути громадянином, і в той же час християнином», говорить Талмон, посилаючись на аргументи Руссо, «через конфлікт лояльності».

## Польща
Режим Санації (Sanacja), який керував міжвоєнною Польщею з 1926 по 1939, вважається прикладом керованої демократії. Режим зберіг значну частину структур та інститутів польської парламентської демократії, хоча Юзеф Пілсудський мав такий великий вплив на уряд, що «прийняв деякі позиції диктатора». Опозиція засідала в парламенті та місцевих органах влади, а політичним партіям було дозволено легально функціонувати. Польський історик Анджей Хойновський зазначає, що вибори за режиму Пілсудського все ще організовувалися за принципами парламентської демократії, і режим Sanacja був справді популярним, оскільки опозиційні партії звинувачували в тому, що вони не змогли запобігти Великій депресії. У той час як дії опозиції гальмувалися, репресії були рідкісними і лише дві партії були заборонені: Табір Великої Польщі та Національно-радикальний табір.

## Росія
Сьогодні вона широко використовується в Росії, де її ввели в звичайну практику кремлівські теоретики, зокрема Гліб Павловський.